# Gele kwikstaart
De gele kwikstaart (Motacilla flava) is een zangvogel uit de familie van de piepers en kwikstaarten (Motacillidae).

## Kenmerken
Gele kwikstaarten worden ongeveer 16 cm groot, iets kleiner dan de grote gele kwikstaart. Elke soort heeft een groenig bruine rug en heldergele buik, die bij het vrouwtje iets lichter is. De staart is bruinzwart met witte buitenpennen. Zoals gezegd verschilt het koppatroon per soort.
De ondersoort die het meest in Nederland en België voorkomt is M. f. flava.  

## Ondersoorten en taxonomie
In Europa zijn er verscheidene ondersoorten met elk een eigen koppatroon. Deze vormen worden door sommige auteurs ook als aparte soort beschouwd, maar ze staan als tien ondersoorten op de IOC World Bird List.
- M. f. flavissima  (Engelse kwikstaart): Verenigd Koninkrijk en kustgebieden van het vasteland van Europa
- M. f. lutea (Kaspische kwikstaart): ZW-Rusland tot in Kazachstan
- M. f. flava (Gele kwikstaart): N- en Midden-Europa tot de Oeral
- M. f. beema: (Russische gele kwikstaart): ZW-Siberië en NO-Kazachstan tot het westen van de Himalaya
- M. f. iberiae (Iberische kwikstaart): Spanje, Portugal en Zuid-Frankrijk en NW-Afrika
- M. f. cinereocapilla (Italiaanse kwikstaart): Italië en Albanië en Slovenië
- M. f. pygmaea (Egyptische kwikstaart): Egypte
- M. f. leucocephala (Witkopkwikstaart): NW-Mongolië, NW-China en Z-Siberië
- M. f. feldegg (Balkankwikstaart): Zuidoost-Europa, Turkije, Iran tot Afghanistan
- M. f. thunbergi  (Noordse kwikstaart): Midden- en Noord-Scandinavië tot in NW-Siberië

## Voorkomen in Nederland en Vlaanderen
De ondersoort M. f. flava is in Nederland een talrijke broedvogel. Echter, tussen 2000 en 2007 vond een geleidelijke afname plaats. Daarom is de gele kwikstaart in 2004 als gevoelig op de Nederlandse Rode Lijst gezet. Sinds 2008 is het aantal broedparen weer toegenomen. In de periode 2018-2020 waren er tussen de 42 en 74 duizend broedparen in Nederland. In Vlaanderen is het aantal broedparen in de periode 2013-2018 geschat op 10-25 duizend. Dit aantal gaat achteruit, daarom staat de gele kwikstaart als achteruitgaand op de Vlaamse Rode Lijst. 

## Status
De gele kwikstaart heeft een enorm groot verspreidingsgebied en daardoor alleen al is de kans op uitsterven uiterst gering. De grootte van de populatie is in 2015 geschat op 60-110 miljoen volwassen vogels. Deze aantallen gaan wel achteruit. Het tempo van afname ligt onder de 30% in tien jaar (minder dan 3,5% per jaar), daarom staat de gele kwikstaart als niet bedreigd op de Rode Lijst van de IUCN.

## Afbeeldingen

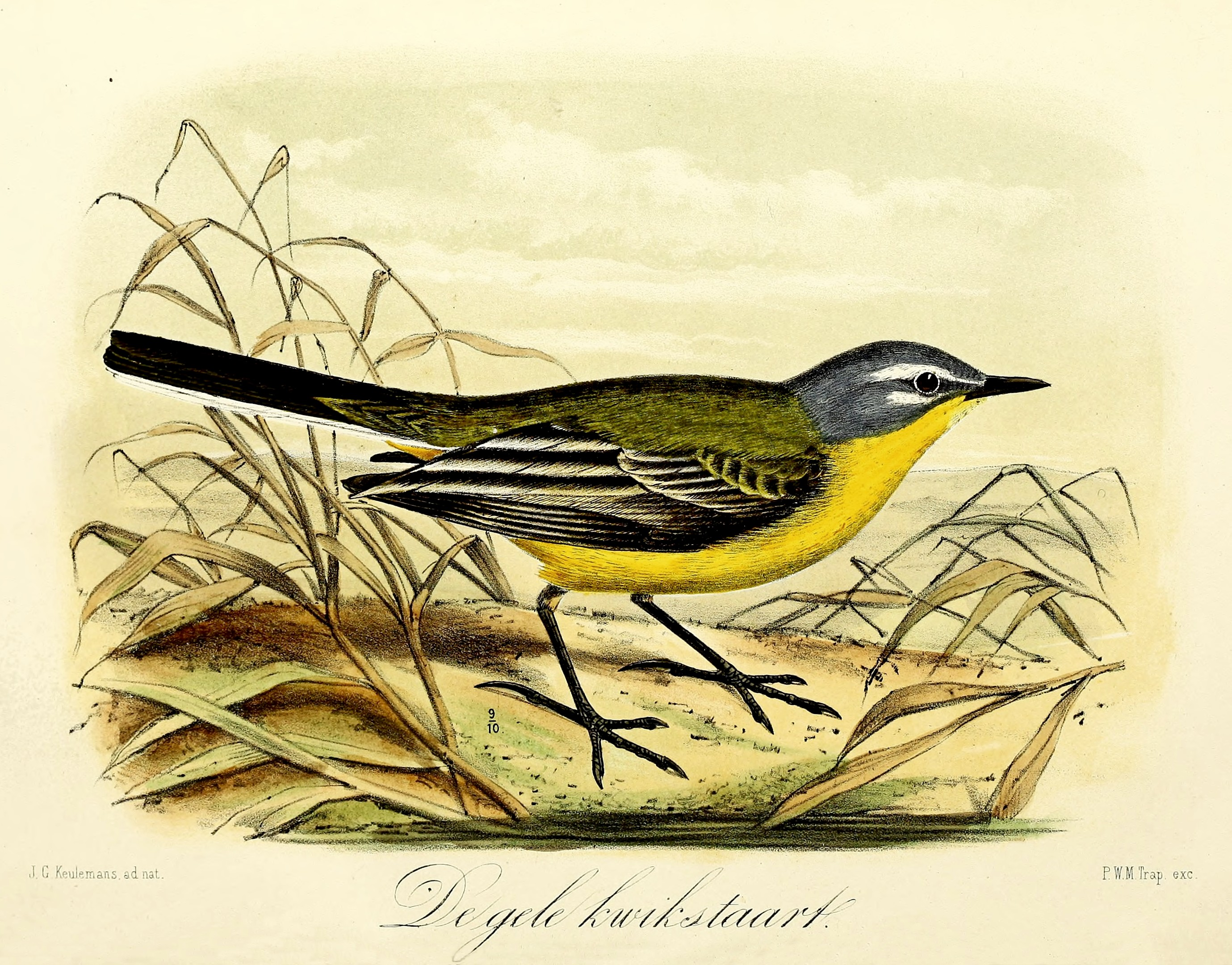
De gele kwikstaart (1869), John Gerrard Keulemans